# Silba hirticeps
Silba hirticeps är en tvåvingeart som beskrevs av Macgowan 2005. Silba hirticeps ingår i släktet Silba och familjen stjärtflugor. Inga underarter finns listade i Catalogue of Life.